# Euphrosyne de Pskov
Euphrosyne de Pskov ou Éléazar (en langue russe : Евфросин Псковский ; 1386 — 15 mai 1481) est un moine vénérable de l'église orthodoxe russe créateur du Monastère Éléazar. Il est fêté le 15 mai (selon le calendrier julien), mais aussi la 3e semaine de la Pentecôte avec les autres saints fêtés de la Cathédrale de Pskov.
Il est né en 1386, dans le village de Videlebe, près de Pskov, dans une famille de simples paysans. Quand ses parents pensèrent à le marier, il préféra partir au monastère de Snetogorski où il prononça ses vœux et reçut la tonsure sous le nom de Euphrosyne. Son nom civil était Éléazar. 
Vers l'an 1425, il s'installe dans un cellule près de Pskov le long de la rivière Tolba. Peu à peu, d'autres moines s'installent autour de lui et se crée une communauté monastique qui deviendra plus tard le Monastère Éléazar. Il écrit alors pour ces moines une charte monastique qui ne règle pas tant les services du culte que le règlement général de la vie monastique. En 1447, il fait construire une église en l'honneur des trois grands saints : Basile de Césarée, Jean Chrysostome et Grégoire de Nazianze et du vénérable Onuphre l'Anachorète.

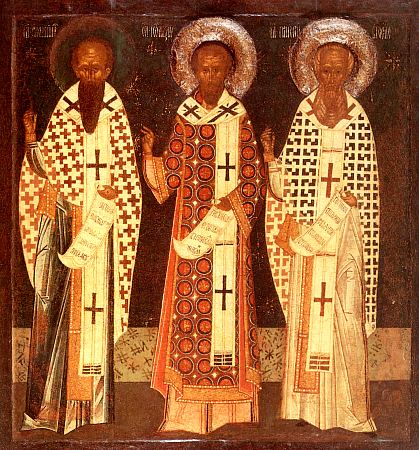
Les trois grands saints

Euphrosyne meurt dans sa 95e année, le 15 mai 1481. Avant de mourir, il prononce ses vœux sous son nom civil d' Éléazar. Au concile de Makarevski de 1549 il est canonisé. Sur sa tombe, sur instruction de Gennade de Novgorod est installée une icône dessinée par Ignati, disciple d'Euphrosyne ainsi que son testament spirituel. Par la suite, le monastère a été déplacé vers un nouvel emplacement et les reliques du saint ont été déposées sous le catholicon. Après la fermeture en 1921—1923 du monastère Éléazar le lieu d'inhumation d'Euphrosyne a disparu.